# Полевая аллея (Санкт-Петербург)
Полева́я аллея — упразднённая аллея на Каменном острове в Петроградском районе Санкт-Петербурга. Проходила от площади Старого Театра до Театральной аллеи.

## История
Название Полевая аллея присвоено в 1909 году.
Упразднена 5 июля 2017 года.

## Достопримечательности
- Парк «Тихий отдых»  781720972150005.
- Дом № 1 — дача (особняк) Соловейчик, построена в 1914 году по проекту архитектора Е. Ф. Эделя для семьи банкира Соловейчика  7802233000.
- Усадьба архитектора Р.-Ф. Мельцера (дома № 6, 8), построена в 1904—1906 годах по собственному проекту в стиле модерн. Усадьбу составляют особняк, служебный флигель и баня  7802234000.

Обе усадьбы входят в состав Государственной гостевой резиденции.